# Parupeneus posteli
Espèce
Statut de conservation UICN

 LC  : Préoccupation mineure
Parupeneus posteli est une espèce de poissons perciformes de la famille des mullidés.

## Distribution
Cette espèce marine démersale est endémique des eaux de l'île de La Réunion dans le sud-ouest de l'océan Indien entre 150 et 250 m de profondeur.

## Description
Elle mesure jusqu'à 152 mm.

## Publication originale
- Fourmanoir & Guézé, 1967 : Poissons nouveaux ou peu connus provenant de la Réunion et de Madagascar. Cahiers O.R.S.T.O.M. (Office de la Recherche Scientifique et Technique Outre-Mer) Série Océanographie, vol. 5, n. 1, p. 47-58 (texte intégral).